# Le Portefeuille (nouvelle)
Pour les articles homonymes, voir Portefeuille (homonymie).
Le Portefeuille (en russe : Boumajnik) est une nouvelle d’Anton Tchekhov, parue en 1885.
C’est une nouvelle cruelle sur les acteurs de théâtre.

## Historique
Le Portefeuille est une nouvelle qui a probablement été publiée en 1885. Le Dictionnaire Tchekhov mentionne son existence indirectement sans autre précision.

## Résumé
Les acteurs ambulants Smirnov, Popov et Balabaïkine, qui n’ont pas mangé depuis trois jours, trouvent en marchant sur les traverses de chemin de fer un portefeuille. Il y a là une petite fortune : cinq mille quatre cent quarante-six rouble chacun. Balabaïkine rêve d’une nouvelle garde-robe. Popov, plus terre-à-terre, veut manger. Il propose d’aller seul au village le plus proche acheter des provisions.
En chemin, il réfléchit à ce qu’il va faire avec l’argent. Il rêve de faire construire un théâtre à Kostroma, sa ville natale, mais cinq mille rouble n’y suffiront pas. Par contre, avec plus de seize mille rouble, il aura quelque chose de bien. Aussitôt dit, il met du poison dans la vodka qu’il achète.
Pendant ce temps, Balabaïkine et Smirnov pensent que Popov est bien jeune pour toucher une telle somme et qu’en le tuant, cela leur ferait huit mille chacun.
À peine Popov arrive avec les provisions que les deux compères le tuent, boivent la vodka et meurent.
Une heure plus tard, les corbeaux volent au-dessus des trois cadavres.
Ainsi vont l’amitié et la solidarité dans le monde du théâtre.

## Sources
Cette histoire est extrêmement similaire au Conte du vendeur d'indulgences de Geoffrey Chaucer. On peut ainsi dire que Le Portefeuille lui aussi s'inscrit dans une longue tradition, le type 763 de la classification Aarne-Thompson : « Les découvreurs de trésor s'entretuent ».

## Édition française
- Le Portefeuille, dans Œuvres de A.Tchekhov 1885, traduit par Edouard Parayre, Les Editeurs Français Réunis, 1955.